# ترودي بيرك
ترودي بيرك (بالإنجليزية: Trudy Burke)‏ (15 أبريل 1991 في أستراليا - ) هي لاعبة كرة قدم أسترالية في مركز حراسة المرمى. لعبت مع كانبيرا يونايتد وMelbourne City FC (W-League) ‏ وMacarthur Rams FC ‏ ووسترن سيدني واندررز.

## وصلات خارجية
- ترودي بيرك على موقع قاعدة بيانات كرة القدم.إي يو (الإنجليزية)